# 科利顿县 (南卡罗来纳州)
科利顿县（英語：Colleton County）是美國南卡羅萊納州南部大西洋岸的一個縣。面積2,395平方公里。根据美國2010年人口普查，共有人口38,892人。縣治沃爾特伯勒。
成立於1682年，1769年被廢除，1798年重設。縣名卡羅萊納省總督约翰·科利顿。

## 外部連結
- 科勒頓郡官方網站 （页面存档备份，存于）
- OpenStreetMap上有關科利顿县 (南卡罗来纳州)的地理
- 科勒頓郡歷史 （页面存档备份，存于）